# Медведевское сельское поселение (Тюменская область)
Медведевское се́льское поселе́ние — упразднённое муниципальное образование в Голышмановском районе Тюменской области Российской Федерации.
Административный центр — село Медведево.

## История
Статус и границы сельского поселения установлены Законом Тюменской области от 5 ноября 2004 года № 263 «Об установлении границ муниципальных образований Тюменской области и наделении их статусом муниципального района, городского округа и сельского поселения».

## Население
| 2010 | 2011 | 2012 | 2013 | 2014 | 2015 | 2016 |
| ---- | ---- | ---- | ---- | ---- | ---- | ---- |
| 937  | ↘936 | ↘918 | ↘906 | ↘890 | ↗908 | →908 |
| 2017 | 2018 | 2019 |      |      |      |      |
| ↗914 | ↘892 | ↘887 |      |      |      |      |

## Состав сельского поселения
| № | Населённый пункт | Тип населённого пункта       | Население |
| - | ---------------- | ---------------------------- | --------- |
| 1 | Быстрая          | деревня                      | 38        |
| 2 | Медведево        | село, административный центр | 899       |